# Pteridotelus hematopus
Pteridotelus hematopus är en skalbaggsart som först beskrevs av Auguste Lameere 1884.  Pteridotelus hematopus ingår i släktet Pteridotelus och familjen långhorningar.
Artens utbredningsområde är Venezuela. Inga underarter finns listade i Catalogue of Life.